# Kilb
Kilb ist eine Marktgemeinde im Bezirk Melk im niederösterreichischen Mostviertel mit 2595 Einwohnern (Stand 1. Jänner 2025).

## Geografie
Kilb liegt im Hügelland des Alpenvorlandes an der Sierning, die beim Simmetsberg (592 m ü. A.) entspringt, sowie an der Manker Straße B 29. Etwa 26 Prozent der Fläche der Gemeinde ist bewaldet.

### Gemeindegliederung
Katastralgemeinden sind:
- Hauersdorf
- Heinrichsberg
- Kettenreith
- Kilb
- Rametzberg
- Teufelsdorf
- Umbach

Kettenreith liegt vom Ortskern Kilb etwa fünf Kilometer entfernt und ist die zweite größere Besiedelung der Marktgemeinde. Kettenreith hat einen eigenen Ortskern, ein Gasthaus sowie einen Kindergarten und eine eigene Freiwillige Feuerwehr.
Das Gemeindegebiet umfasst folgende 44 Ortschaften (in Klammern Einwohnerzahl Stand 1. Jänner 2025):
- Braunöd (24)
- Bühren (16)
- Dörfl (8)
- Dornhof (51) samt Dreihöf
- Feld (9)
- Fleischessen (29) – zum Namen siehe Kälberhart
- Fohra (11)
- Fohrafeld (32)
- Freyen (92)
- Gartling (27)
- Glosbach (24)
- Graben (19)
- Graben bei Haag (12)
- Grub bei Kilb (26)
- Guglberg (17)
- Hauersdorf (23)
- Haxenöd (15)
- Heinrichsberg (26)
- Hohenbrand (22)
- Hummelbach (3)
- Kettenreith (156)
- Kilb (1321)
- Kohlenberg (24)
- Laach (20)
- Maierhöfen (28)
- Mallau (48)
- Niederhofen (57)
- Oberneuberg (32)
- Panschach (42)
- Petersberg (57)
- Rametzberg (29)
- Ranzenbach (8)
- Ruttersdorf (14)
- Schlögelsbach (14)
- Schützen (15)
- Taubenwang (1)
- Teufelsdorf (19)
- Umbach (60)
- Unterneuberg (5)
- Unterschmidbach (32)
- Volkersdorf (18)
- Wötzling (27) samt Baumgarten
- Waasen bei Kilb (25)
- Wiesenöd (57)

### Nachbargemeinden
| Mank                 | Hürm                                              | Bischofstetten                                     |
| Kirnberg an der Mank | Kompassrose, die auf Nachbargemeinden zeigt       | Hofstetten-Grünau (Bezirk St. Pölten-Land)         |
| Texingtal            | Kirchberg an der Pielach (Bezirk St. Pölten-Land) | Rabenstein an der Pielach (Bezirk St. Pölten-Land) |

## Geschichte
Im Altertum war das Gebiet Teil der Provinz Noricum. Um 1074 erscheint ein edelfreier Adalbert von Kilb, um 1090 ein edelfreier Rapoto von Kilb (1090; 1120), ein Gefolgsmann der Grafen von Burghausen. 
Zwischen Dornhof und Schützen soll auf 11 Hektar wertvoller Ackerböden eine Fotovoltaik-Anlage errichtet werden, wogegen sich Kritik regt, weil das politisch angekündigte Maximum mit der Zwei-Hektar-Grenze wohl bald nur noch ein Richtwert ist.

### Bevölkerungsentwicklung
| Kilb: Einwohnerzahlen von 1869 bis 2024             | Kilb: Einwohnerzahlen von 1869 bis 2024 | Kilb: Einwohnerzahlen von 1869 bis 2024 | Kilb: Einwohnerzahlen von 1869 bis 2024 | Kilb: Einwohnerzahlen von 1869 bis 2024 |
| --------------------------------------------------- | --------------------------------------- | --------------------------------------- | --------------------------------------- | --------------------------------------- |
| Jahr                                                |                                         |                                         |                                         | Einwohner                               |
| 1869                                                | 1869                                    |                                         | 2.293                                   | 2.293                                   |
| 1880                                                | 1880                                    |                                         | 2.336                                   | 2.336                                   |
| 1890                                                | 1890                                    |                                         | 2.214                                   | 2.214                                   |
| 1900                                                | 1900                                    |                                         | 2.327                                   | 2.327                                   |
| 1910                                                | 1910                                    |                                         | 2.439                                   | 2.439                                   |
| 1923                                                | 1923                                    |                                         | 2.453                                   | 2.453                                   |
| 1934                                                | 1934                                    |                                         | 2.412                                   | 2.412                                   |
| 1939                                                | 1939                                    |                                         | 2.274                                   | 2.274                                   |
| 1951                                                | 1951                                    |                                         | 2.217                                   | 2.217                                   |
| 1961                                                | 1961                                    |                                         | 2.187                                   | 2.187                                   |
| 1971                                                | 1971                                    |                                         | 2.361                                   | 2.361                                   |
| 1981                                                | 1981                                    |                                         | 2.375                                   | 2.375                                   |
| 1991                                                | 1991                                    |                                         | 2.487                                   | 2.487                                   |
| 2001                                                | 2001                                    |                                         | 2.537                                   | 2.537                                   |
| 2011                                                | 2011                                    |                                         | 2.541                                   | 2.541                                   |
| 2021                                                | 2021                                    |                                         | 2.585                                   | 2.585                                   |
| 2024                                                | 2024                                    |                                         | 2.587                                   | 2.587                                   |
| Quelle(n): Statistik Austria, Gebietsstand 1.1.2021 |                                         |                                         |                                         |                                         |

## Kultur und Sehenswürdigkeiten
- Schloss Grünbühel (auch Grünbichl) oder Kilb, Adresse Mankerstraße 9. Anstelle der älteren Feste nun ein Renaissanceschloss mit historischem Kern, von Nikolaus Gienger von Grienpichel errichtet, 1830 klassizistisch umgestaltet. In Privatbesitz.
- Katholische Pfarrkirche Kilb hll. Simon und Judas: Gegründet vom Bischof Altmann von Passau um 1080, wurde im 15. Jahrhundert zur dreischiffigen spätgotischen Pseudobasilika erweitert und wird wegen ihrer Größe auch die „Königin der Landpfarrkirchen“ genannt.
- Seit 2004 gibt es das Kultur- und Veranstaltungszentrum „K4 – Kunst, Kultur, Kulinarium Kilb“ mit maximal 400 Sitzplätzen.
- 1988 wurde im Ortszentrum ein mächtiger Zunftbaum aus einer 130 Jahre alten und 22 m hohen Lärche errichtet.
- Seit 1986 bildet die Pfarrkirche die Kulisse für die Kilber Passionsspiele, bei denen Laienschauspieler aus der Gemeinde das „Leiden, Sterben und Auferstehen unseres Herrn“ darstellen. Weiters fanden in den Jahren 1989, 1994, 1999, 2004, 2009 und 2014 Vorführungen statt.[3]

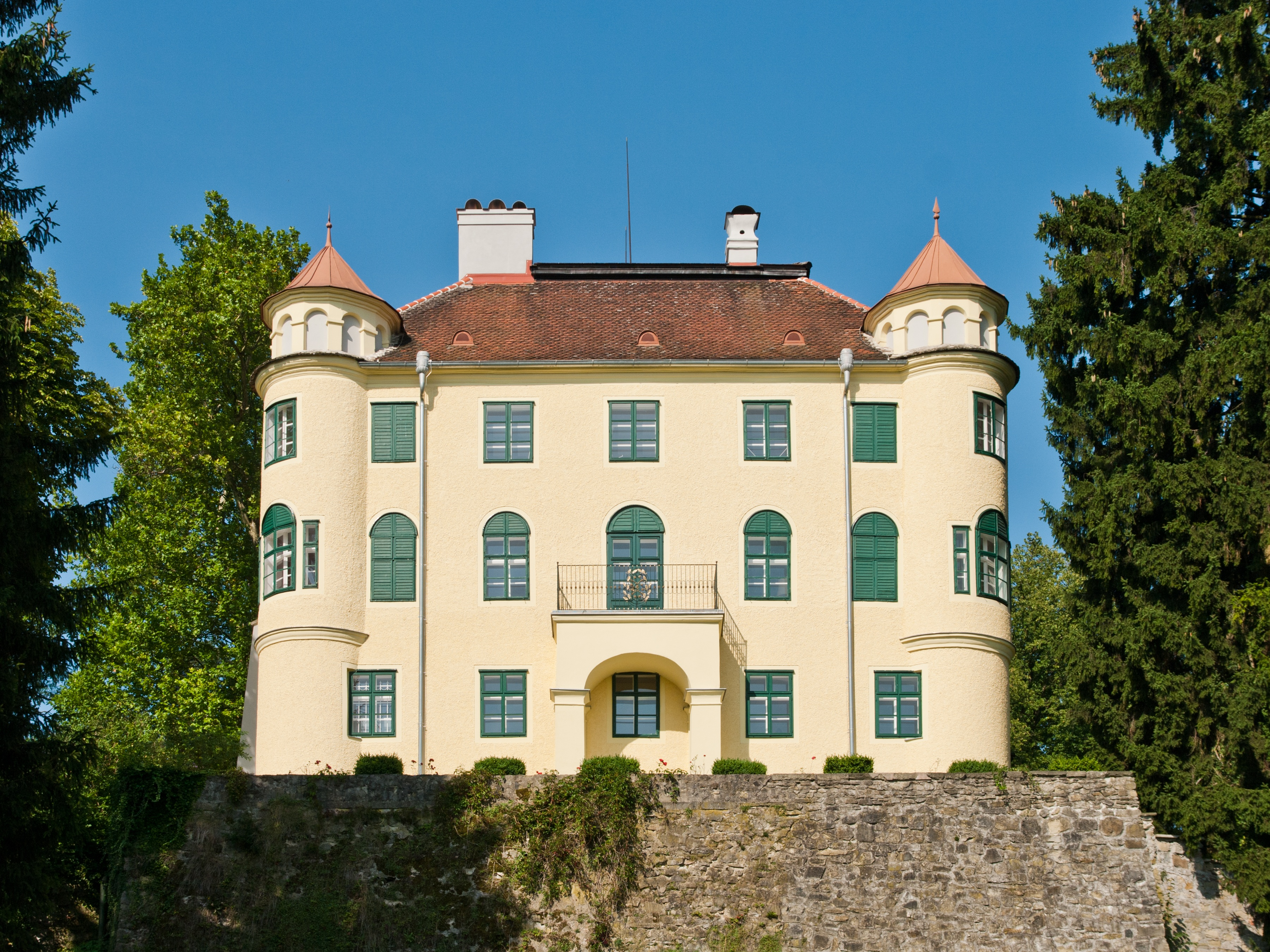
Schloss Grünbühel
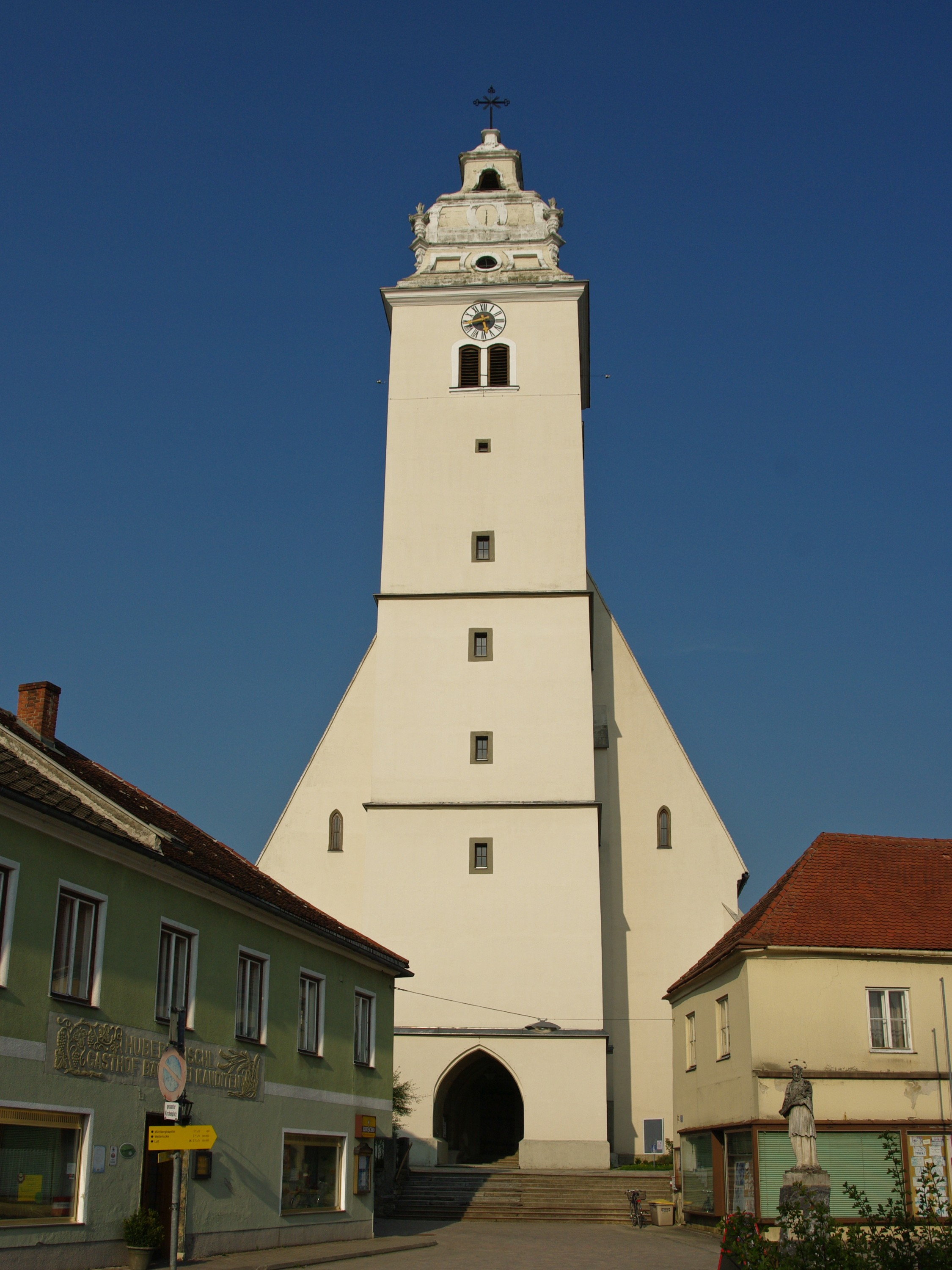
Pfarrkirche Kilb
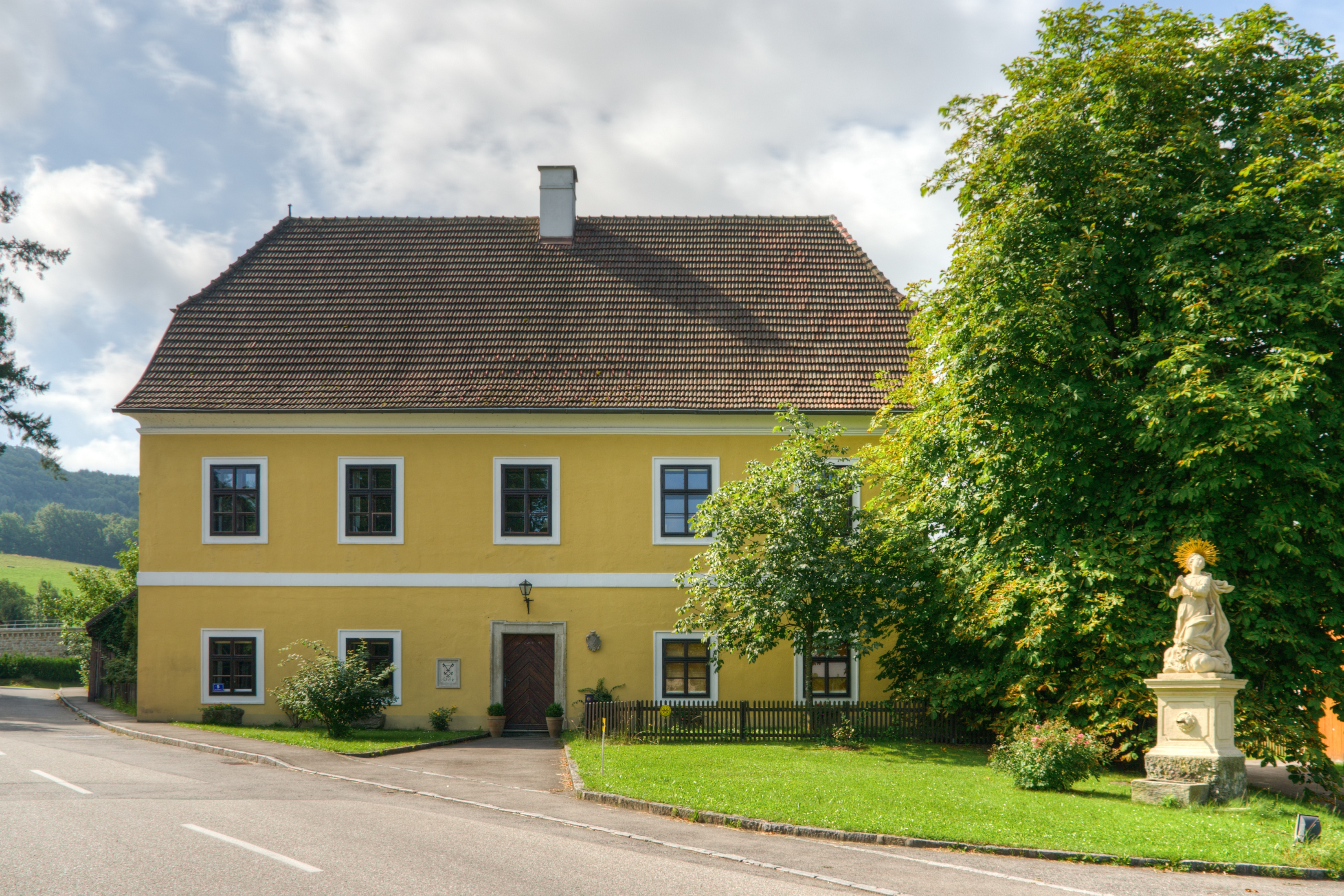
Taverne des Stiftes Melk in Kettenreith
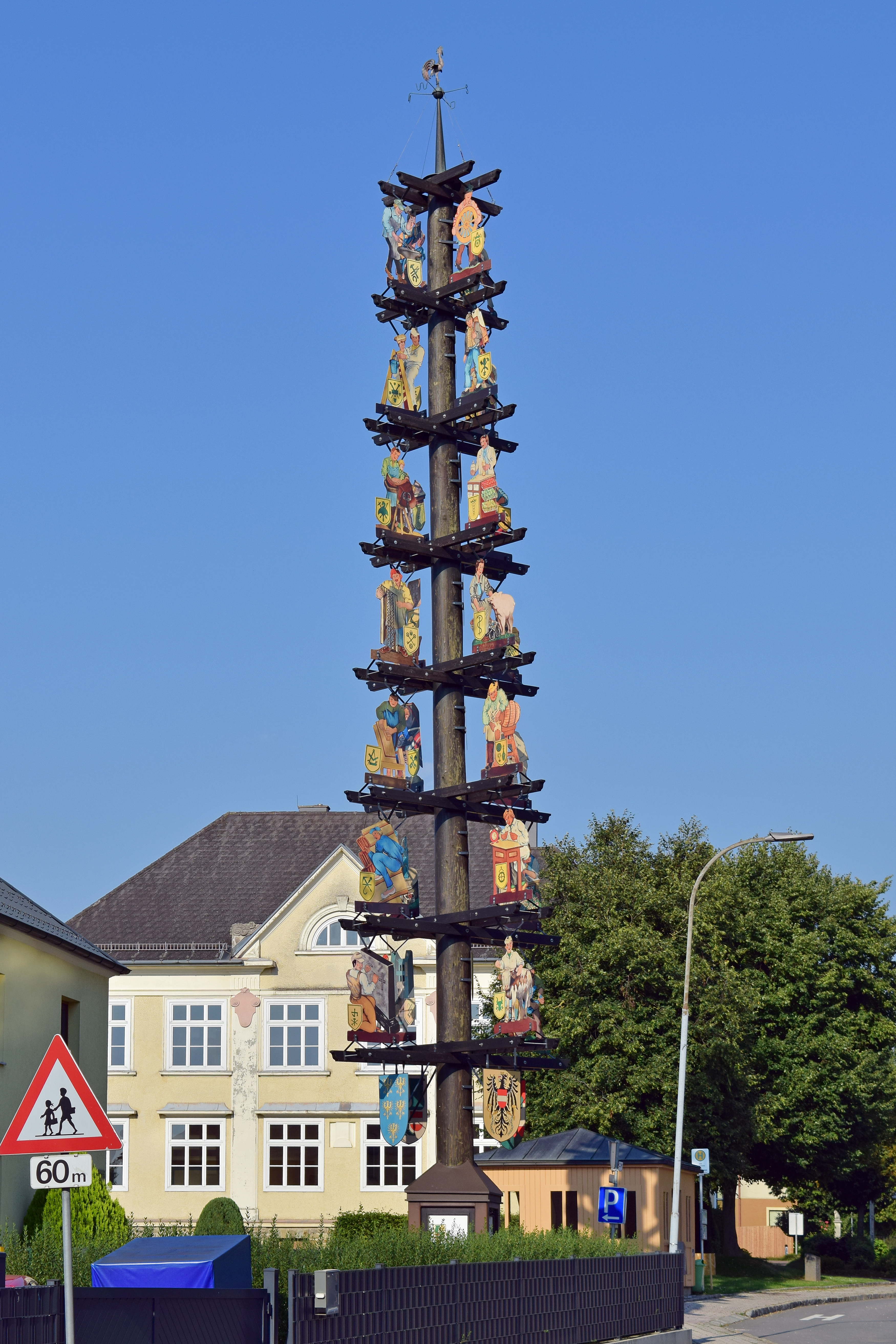
Zunftbaum

## Wirtschaft und Infrastruktur
Nichtlandwirtschaftliche Arbeitsstätten gab es im Jahr 2001 78, land- und forstwirtschaftliche Betriebe nach der Erhebung 1999 184. Die Zahl der Erwerbstätigen am Wohnort betrug nach der Volkszählung 2001 1134. Die Erwerbsquote lag 2001 bei 46 Prozent.

### Öffentliche Einrichtungen
In der Gemeinde gibt es zwei Kindergärten, eine Volksschule und eine Neue Mittelschule.

### Verkehr
- Bahn: Kilb war eine Station an der schmalspurigen Lokalbahn Ober-Grafendorf–Gresten, die 2010 eingestellt wurde.

## Politik
Der Gemeinderat hat 21 Mitglieder.
- Mit den Gemeinderatswahlen in Niederösterreich 1990 hatte der Gemeinderat folgende Verteilung: 16 ÖVP, 4 SPÖ und 1 FPÖ.
- Mit den Gemeinderatswahlen in Niederösterreich 1995 hatte der Gemeinderat folgende Verteilung: 16 ÖVP, 3 SPÖ, 1 FPÖ und 1 Bürgerliste Kilb 2000.[6]
- Mit den Gemeinderatswahlen in Niederösterreich 2000 hatte der Gemeinderat folgende Verteilung: 16 ÖVP, 4 SPÖ und 1 FPÖ.[7]
- Mit den Gemeinderatswahlen in Niederösterreich 2005 hatte der Gemeinderat folgende Verteilung: 16 ÖVP und 5 SPÖ.[8]
- Mit den Gemeinderatswahlen in Niederösterreich 2010 hatte der Gemeinderat folgende Verteilung: 16 ÖVP und 5 SPÖ.[9]
- Mit den Gemeinderatswahlen in Niederösterreich 2015 hatte der Gemeinderat folgende Verteilung: 15 ÖVP und 6 SPÖ.[10]
- Mit den Gemeinderatswahlen in Niederösterreich 2020 hatte der Gemeinderat folgende Verteilung: 15 ÖVP, 5 SPÖ und 1 FPÖ.[11]
- Mit den Gemeinderatswahlen in Niederösterreich 2025 hat der Gemeinderat folgende Verteilung: 12 ÖVP, 5 SPÖ und 4 FPÖ.[12]

### Bürgermeister
- 1995–2010 Ernst Gansch (ÖVP)
- seit 2010 Manfred Roitner (ÖVP)

### Wappen
Entstehung und geschichtliche Hintergründe
Zur Zeit des Abtes Bartholomäus erhielt der Ort Khülb über eigenes Ansuchen von „Richter Rath und Gemaind“ ein Marktwappen. Diese kaiserliche Urkunde wurde vom Vizekanzler Georg Gienger am 17. Mai 1541 ausgestellt und gefertigt.
Der mittlere und zugleich Hauptteil der zur Zeit Kaiser Ferdinand I. erlassenen Urkunde lautet im Originaltext:

„Das wir demnach gnediglich angesehen, wargenohmen und betracht haben soll ich der gedachten Richter Rath und Gemaind demüthig und zimblich bitte, und darumb mit wolbedachten muet, gutem Rath und rechter wissen berürter Markht Külb mit dem hernach geschriebenen Wappen so mit Namen sein am Rotter oder Rubinfarber Schilt habend in der mitte über zwerchs ain weisse oder Silberfarbe strassen, in des Schiltsgrund oberhalb drey grüne Pucht, aus der Erde über sich erscheinend drey Paum mit ihrem gruenen Laub und Esten über sich in die Höhe gezogen darob aingewunden weyßgewülckh, wir dann sollich Wappen und Clainatt in mitten diß unseres Kuniglichen briefs gemahlet und mit Farben aigentlichr außgestrichen sein, Von neuem gnediglichen Verliehen und gegeben.“

### Gemeindepartnerschaften
- seit 1983 Kirtorf (Hessen, Deutschland), seit 1983

## Persönlichkeiten

### Söhne und Töchter der Gemeinde
- Anton Luger (1863–1946), Politiker (Deutsche Vereinigung/CS) und Landwirt
- Edith Specht (* 1943), Althistorikerin

### Mit der Gemeinde verbundene Persönlichkeiten
- Alexander Bernhuber (* 1992), Politiker (ÖVP) und seit 2019 Mitglied im Europäischen Parlament
- Franz Müllner (1896–1980), Politiker (ÖVP) und Landwirt
- Thomas Zeller (* 1974), Regisseur, Kameramann, Cutter und Filmproduzent sowie Fotograf

## Sonstiges
Die Marktgemeinde Kilb ist ein Handlungsort im Roman Holzfällen des österreichischen Schriftstellers Thomas Bernhard. Die Anfangsszenen im Film Happy Hour von Xaver Schwarzenberger wurden ebenfalls in Kilb gedreht.